# Rothenburg (Horní Lužice)
Rothenburg (hornolužickosrbsky Rózbork) je město v Horní Lužici v německé spolkové zemi Sasko. Nachází se v zemském okrese Zhořelec a má přibližně 4 300 obyvatel.

## Geografie
Rothenburg leží u hranice s Polskem. Rozkládá se v údolí Lužické Nisy, která vytváří státní hranici. Městem prochází železniční trať Horka – Przewóz.

## Historie
První písemná zmínka pochází z roku 1268. Od roku 1994 zde sídlí Vysoká škola saské policie.

## Správní členění
Rothenburg se dělí na 11 místních částí.
- Bremenhain
- Dunkelhäuser
- Geheege
- Kahlemeile
- Lodenau
- Neusorge
- Nieder-Neundorf
- Rothenburg
- Spreehammer
- Steinbach
- Uhsmannsdorf

## Pamětihodnosti
- evangelický městský kostel
- římskokatolický kostel Panny Marie Královny růžence

## Osobnosti
- Johann Friedrich Gregorius (1697–1761) – evangelický teolog, textař duchovní hudby
- Moritz Zimmermann (1804–1876) – ředitel místní měšťanské školy
- Wigand von Gersdorff (1851–1920) – pruský generálporučík
- Alfred von Martin (1882–1979) – historik a sociolog
- Paul Rentsch (1898–1944) – zubař a odbojář
- Siegfried Bruchholz (1927–2012) – vrchní lesník, autor biologických a lesnických publikací
- Iris Wittig (1928–1978) – první vojenská pilotka v NDR
- Reinhard Leue (1929–2012) – evangelický teolog, publicista, spisovatel a kronikář
- Bernd Lange (* 1956) – politik za CDU, zemský rada zemského okresu Zhořelec
- Philipp Schober (* 1987) – parkurový skokan